# TROS

Logo

TROS war eine öffentlich-rechtliche Rundfunkgesellschaft in den Niederlanden und Teil des Nederlandse Publieke Omroep (NPO). Der Name ist ursprünglich eine Abkürzung für Televisie en Radio Omroep Stichting (zu Deutsch etwa ‚Rundfunk- und Fernsehstiftung‘). Die TROS ist 2014 durch Fusion mit der AVRO in der AVROTROS aufgegangen.

## Geschichte

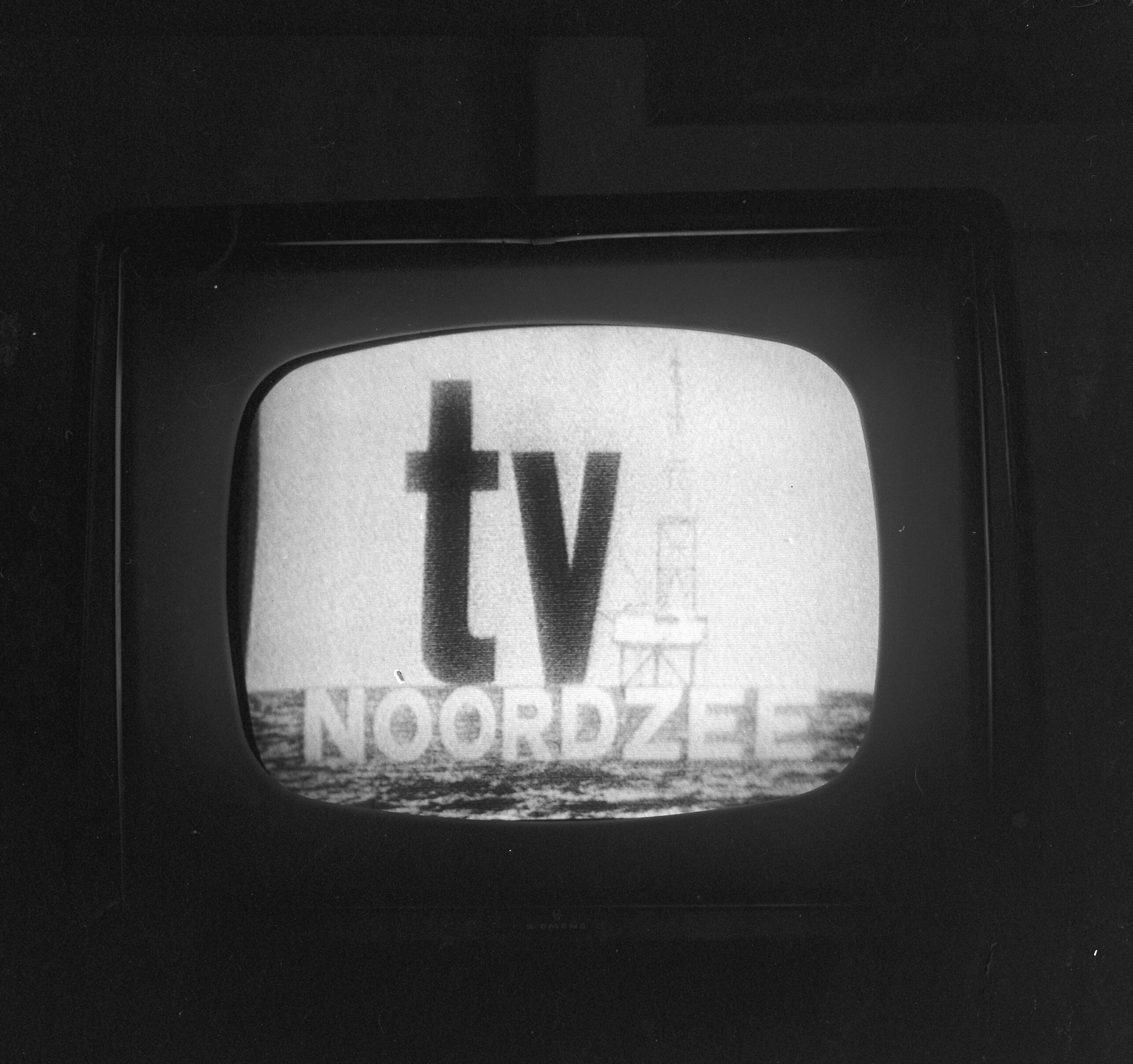
Testbild des Senders TV Noordzee (August 1964)

Die TROS wurde 1964 als Reaktion auf ein Gesetz gegen Piratensender als eben solcher unter dem Namen TV Noordzee gegründet. TV-Noordzee sendete von der Plattform REM-eiland in der Nordsee außerhalb der 6-Meilen-Zone. Die niederländische Staatsgewalt konnte zunächst nichts gegen den Sendebetrieb unternehmen, erreichte aber letztlich doch die Schließung des Senders. Mit seiner Mischung aus Komödien und US-amerikanischen Serien hatte der Sender zu diesem Zeitpunkt bereits zahlreiche Zuschauer gewonnen. Im Gegensatz zu Sendern, die eine politische oder religiöse Ausrichtung haben, wollte und will die TROS ein reines Unterhaltungsprogramm bieten. Andere Sender mussten im Kampf um Zuschauer dem Trend folgen, ein Phänomen, das „Vertrossung“ (ndl. vertrossing) genannt wurde.
TROS lief auch im Radio sehr gut. Am 3. Oktober 1974 sendete die TROS den ganzen Tag auf Hilversum 3 und später auf Radio 3 am Donnerstag. Dies war der am besten gehörte Tag auf Hilversum 3 in den 1970er und frühen 1980er Jahren und ab dem 5. Dezember 1985 auch auf Radio 3. Freitag zusammen mit der Veronica die am besten gehörten Radiotage in den Niederlanden.
De Havermoutshow und vijftig pop of een envelop mit DJ Tom Mulder zogen von Mai 1978 bis Mitte Juli 1988 durchschnittlich 2,3 Millionen bzw. mehr als 3,5 Millionen Hörer an. De Soulshow mit DJ Ferry Maat war vom 14. Oktober 1974 bis zum 31. März 1988 mit durchschnittlich mehr als 700.000 Zuhörern 14 Jahre lang das am besten gehörte Abendprogramm. Auch die TROS Top 50 und ab dem 5. Dezember 1985 De Nationale Hitparade wurden sehr genau angehört.
Bekannte Discjockeys aus den Siebziger und Achtziger Jahren waren Hugo van Gelderen, Ad Roland, Wim van Putten, Karel van Cooten, Peter Teekamp, Rob van Someren, Daniel Dekker, Martijn Krabbé, Tom Mulder und Ferry Maat. Moderatoren wie Wim Bosboom, Ellen Brusse, Ron Brandsteder und Gerard de Vries waren auf den anderen öffentlichen Kanälen zu hören.
1987 unternahm der Sender zusammen mit Veronica und der AVRO einen ersten Versuch, als kommerzieller Sender fortzufahren. Dies schlug letztendlich fehl.
1990 erhielt die TROS die Rechtsform eines Vereins. Dieser hatte – Stand 2009 – 465.455 Mitglieder. Damit war er der größte Mitgliedsverband des öffentlich-rechtlichen Rundfunksystems NPO.
Seit 2010 war die TROS für die niederländischen Beiträge beim Eurovision Song Contest zuständig, nachdem sich der Sender NOS (Nederlandse Omroep Stichting) aufgrund schwerer Proteste vor dem Finale des Eurovision Song Contest 2009 aus dem Wettbewerb zurückzog.
Bis zur Fusion bewarb sich die TROS als De grootste familie van Nederland, ‚die größte Familie der Niederlande‘. Zudem gab sie zwei Fernsehzeitschriften heraus: Tros Kompas und TV-krant.

## Anhang

### Belege
1. ↑  
Over de TROS. TROS, abgerufen am 11. August 2012 (niederländisch).
2. ↑  TROS is met 465.455 leden grootste omroep. In: de Volkskrant, 30. Juni 2009.